# Costa Rica Esporte Clube
El Costa Rica Esporte Clube es un equipo de Fútbol de Brasil que juega en el Campeonato Brasileño de Serie D, la cuarta división nacional; y en el campeonato Sul-Matogrossense, la primera división del Estado de Mato Grosso del Sur.

## Historia
Fue fundado el 2 de diciembre de 2004 en el municipio de Costa Rica, Mato Grosso del Sur como uno de los equipos de fútbol más jóvenes del Estado de Mato Grosso del Sur, aunque con varios años en el campeonato estatal.
En 2019 logra por primera vez jugar en la Copa Verde, donde fue eliminado en los cuartos de final por el Cuiabá Esporte Clube del Estado de Mato Grosso, equipo que eventualmente sería el campeón.
En 2021 es campeón estatal por primera vez, lo que le da la clasificación a la Copa Verde, además de la Copa de Brasil y el Campeonato Brasileño de Serie D por primera vez para la temporada 2022. En su debut en la Copa de Brasil, es eliminado en primera ronda tras perder 0-3 ante ABC. En su debut en la Serie D fue ubicado en el grupo 5, donde quedó en tercer puesto de ocho equipos, avanzando así a la siguiente fase. En segunda fase cayó eliminado ante Bahia de Feira tras perder 2-1 en el global.

## Palmarés
- Campeonato Sul-Matogrossense (2): 2021, 2023